# غاليسيا الغربية
غاليسيا الجديدة أو غاليسيا الغربية (البولندية: Nowa Galicja، الألمانية: Neugalizien) كانت منطقة إدارية تابعة لملكية هابسبورغ، تشكلت من الأراضي التي تم ضمها في سياق التقسيم الثالث لبولندا في عام 1795.
خسرت الإمبراطورية النمساوية غاليسيا الغربية لصالح دوقية وارسو في عام 1809، بعد هزيمتها على يد نابليون 

## تاريخ
بعد فشل انتفاضة تاديوش عام 1794، اتفق الإمبراطور فرانسيس الثاني من هابسبورغ مع الإمبراطورة كاثرين الثانية من روسيا على تقسيم الكومنولث البولندي الليتواني المتبقي مرة أخرى وبالتالي إلغائه تمامًا، وهو القرار الذي انضمت إليه بروسيا في 24 أكتوبر 1795. حصلت ملكية هابسبورغ، التي لم تشارك في التقسيم الثاني، الآن على حصة تشمل الأراضي الواقعة شمال مملكة غاليسيا ولودوميريا والتي حصلت عليها في التقسيم الأول عام 1772. ثم احتلت ملكية هابسبورغ كامل بولندا الصغرى، وامتدت على طول نهر فيستولا العلوي إلى ضواحي براغ ووارسو، وكانت روافد نهري بوك وبيليكا تشكل الحدود الشمالية مع بروسيا الشرقية الجديدة.
في عام 1803، دمجت مع مملكة غاليسيا ولودوميريا، ولكنها احتفظت ببعض الحكم الذاتي. ظلت أراضي الإمبراطورية النمساوية حتى أنشأ نابليون الأول دوقية وارسو في عام 1807 من الأراضي في بولندا الكبرى التي ضمتها بروسيا في التقسيم الثاني والثالث وأجبرت الآن على التنازل عنها وفقًا لمعاهدة تيلسيت. خسرت النمسا غاليسيا الجديدة في حرب التحالف الخامس عام 1809، بعد أن بدأ فيلق بقيادة الأرشيدوق فرديناند كارل جوزيف في 15 أبريل 1809 الحرب البولندية النمساوية بغزو دوقية وارسو. على الرغم من خطط الأرشيدوق للتحرك كمحرر وطني، فقد واجه تحديًا من قبل قوات الأمير جوزيف بونياتوفسكي في معركة راسزين. هُزمت النمسا أخيرًا في معركة فاعرام في 6 يوليو، وبعد ذلك ضمت غاليسيا الجديدة إلى دوقية وارسو بموجب معاهدة شونبرون.
مع صدور القانون الختامي لمؤتمر فيينا عام 1815، أصبحت المنطقة جزءًا من كونغرس بولندا، التي يحكمها اتحاد شخصي من قبل الإمبراطور ألكسندر الأول من روسيا، بينما احتفظت كراكوف اسميًا باستقلالها باعتبارها مدينة كراكوف الحرة.

## إدارة
منذ عام 1797، كان مقر الحكومة المحلية يقع في كراكوف. تم تقسيم المقاطعة إلى اثني عشر مقاطعة:
1. بيالا بودلاسكا
2. تشيلم
3. جوزيفوف
4. كيلسي
5. كونسكي
6. كراكوف
7. لوبلين
8. لوكوف في رادزين بودلاسكي
9. مينسك وفيزونا
10. رادوم
11. ساندوميرز، من عام 1798 في أوباتوف
12. سيدلس

## القانون المدني
تم تقديم قانون مدني في غاليسيا الغربية، قبل تقديم القانون المدني النمساوي في عام 1811. ولم يتضمن سوى القليل من الحلول لمشاكل الطبقة الإقطاعية، وكان يعتمد على قوانين الطبيعة.